# Pelecopsis fulva
Pelecopsis fulva là một loài nhện trong họ Linyphiidae.
Loài này thuộc chi Pelecopsis. Pelecopsis fulva được Herman Theodor Holm miêu tả năm 1962.